# Bouesse
Bouesse és un municipi francès, situat al departament de l'Indre i a la regió de Centre – Vall del Loira. L'any 2007 tenia 395 habitants.

## Demografia

### Població
El 2007 la població de fet de Bouesse era de 395 persones. Hi havia 172 famílies, de les quals 52 eren unipersonals (24 homes vivint sols i 28 dones vivint soles), 64 parelles sense fills, 48 parelles amb fills i 8 famílies monoparentals amb fills.
La població ha evolucionat segons el següent gràfic:
Habitants censats

### Habitatges
El 2007 hi havia 216 habitatges, 173 eren l'habitatge principal de la família, 27 eren segones residències i 16 estaven desocupats. Tots els 216 habitatges eren cases. Dels 173 habitatges principals, 152 estaven ocupats pels seus propietaris, 19 estaven llogats i ocupats pels llogaters i 2 estaven cedits a títol gratuït; 1 tenia una cambra, 17 en tenien dues, 23 en tenien tres, 42 en tenien quatre i 89 en tenien cinc o més. 116 habitatges disposaven pel capbaix d'una plaça de pàrquing. A 78 habitatges hi havia un automòbil i a 64 n'hi havia dos o més.

### Piràmide de població
La piràmide de població per edats i sexe el 2009 era:
| Homes | Edats   | Dones |
| ----- | ------- | ----- |
| 0     | 95 o +  | 0     |
| 0     | 90 a 94 | 4     |
| 4     | 85 a 89 | 8     |
| 8     | 80 a 84 | 16    |
| 12    | 75 a 79 | 24    |
| 16    | 70 a 74 | 12    |
| 20    | 65 a 69 | 16    |
| 8     | 60 a 64 | 4     |
| 4     | 55 a 59 | 12    |
| 16    | 50 a 54 | 8     |
| 24    | 45 a 49 | 20    |
| 12    | 40 a 44 | 20    |
| 16    | 35 a 39 | 8     |
| 8     | 30 a 34 | 8     |
| 4     | 25 a 29 | 4     |
| 16    | 20 a 24 | 16    |
| 8     | 15 a 19 | 12    |
| 8     | 10 a 14 | 24    |
| 0     | 5 a 9   | 12    |
| 4     | 0 a 4   | 20    |

## Economia
El 2007 la població en edat de treballar era de 233 persones, 161 eren actives i 72 eren inactives. De les 161 persones actives 142 estaven ocupades (72 homes i 70 dones) i 19 estaven aturades (11 homes i 8 dones). De les 72 persones inactives 25 estaven jubilades, 28 estaven estudiant i 19 estaven classificades com a «altres inactius».

### Ingressos
El 2009 a Bouesse hi havia 179 unitats fiscals que integraven 380 persones, la mediana anual d'ingressos fiscals per persona era de 14.911,5 €.

### Activitats econòmiques
Dels 10 establiments que hi havia el 2007, 2 eren d'empreses alimentàries, 2 d'empreses de transport, 2 d'empreses d'hostatgeria i restauració, 1 d'una empresa immobiliària i 3 d'empreses de serveis.
Dels 2 establiments de servei als particulars que hi havia el 2009, 1 era una oficina de correu i 1 restaurant.
Els 2 establiments comercials que hi havia el 2009 eren fleques.
L'any 2000 a Bouesse hi havia 41 explotacions agrícoles que ocupaven un total de 1.616 hectàrees.

## Equipaments sanitaris i escolars
El 2009 hi havia una escola maternal integrada dins d'un grup escolar amb les comunes properes formant una escola dispersa.

## Poblacions més properes
El següent diagrama mostra les poblacions més properes.